# Museo del Ciclismo Gino Bartali
El Museo del Ciclismo Gino Bartali está integrado en el conjunto museístico de Florencia. Está ubicado en la vía Chiantigiana 175 de la pequeña localidad de Ponte a Ema, situada a unos 6 km al sureste de la ciudad de Florencia.

## Historia
El museo abrió sus puertas el 1 de abril del año 2006, gracias al compromiso promovido por la Asociación de Amigos del Museo del Ciclismo “Gino Bartali”. En 2015 pasó a formar parte del circuito de Museos Cívicos Florentinos, gestionado directamente por el Ayuntamiento de Florencia. En 2024 se rindió un homenaje a la institución con el paso de los ciclistas durante la primera etapa del Tour de Francia.

## Descripción
El museo está ubicado en un edificio multiusos, frente a la casa natal de Gino Bartali. Tiene aproximadamente 1000 m² de superficie, repartidos en tres plantas: en el sótano hay un almacén con diversos ejemplares de bicicletas, muchas de las cuales fueron donadas por personajes ilustres, no solo vinculados al mundo del ciclismo. En el primer y en el segundo piso se ubica el museo propiamente dicho, con sus servicios y salas. En concreto, en la primera planta hay una gran sala en la que se exponen algunos modelos históricos de bicicletas, que recorren la evolución del vehículo desde sus orígenes hasta los prototipos más originales jamás utilizados. A continuación se puede ver una exposición de recuerdos de Gino Bartali, entre los que se incluyen bicicletas, camisetas, trofeos, recortes de periódicos y objetos personales. Una sección está dedicada a la trágica muerte de su hermano mayor Giulio, también ciclista, y otra a los testimonios de judíos salvados durante la Segunda Guerra Mundial, lo que le valió a Gino el título de Justos entre las Naciones. Por último, hay bicicletas, maillots y otros objetos de recuerdo vinculados a otros grandes campeones del ciclismo italiano, como Giuseppe Olmo, Fausto Coppi, Antonio Maspes, Franco Bitossi, Alfredo Martini o Maurizio Fondriest.
El complejo se completa con una biblioteca-hemeroteca, un archivo y fototeca y una sala de audio/vídeo donde se proyectan diversas películas, con anécdotas a menudo contadas por sus protagonistas.